# Nglandeyan
Nglandeyan is een bestuurslaag in het regentschap Blora van de provincie Midden-Java, Indonesië. Nglandeyan telt 3291 inwoners (volkstelling 2010).